# Bisaltes elongatus
Bisaltes elongatus es una especie de escarabajo longicornio del género Bisaltes, subfamilia Lamiinae. Fue descrita científicamente por Breuning en 1939.
Se distribuye por Brasil. Posee una longitud corporal de 6,5-9,5 milímetros.